# Euploea subpunctata
Euploea subpunctata är en fjärilsart som beskrevs av Hans Fruhstorfer 1910. Euploea subpunctata ingår i släktet Euploea och familjen praktfjärilar. Inga underarter finns listade i Catalogue of Life.